# Capasa martini
Capasa martini là một loài bướm đêm trong họ Geometridae.